# Manfred Wolter
Manfred Wolter (* 18. Februar 1938 in Potsdam; † 14. Oktober 1999 in Woltersdorf) war ein deutscher Schriftsteller, Sachbuchautor, Lektor, Drehbuchautor, Filmszenarist und Filmregisseur.

## Biografie
Manfred Wolter, studierter Altphilologe und Germanist und zunächst Lehrer, veröffentlichte vor der Wende vor allem eigene belletristische Schriften und Anthologien (unter anderem mit Bernd Jentzsch, Rainer Kirsch, Joochen Laabs und Joachim Walther). Sein Buch Polterabend in Kuhfelde erlebte drei, Frank sogar vier Auflagen. Lange Jahre arbeitete Wolter bei der DEFA als Drehbuchautor und Szenarist. Seine bekanntesten Filme waren Zünd an, es kommt die Feuerwehr (1978), Asta, mein Engelchen (1980) und Don Juan – Karl-Liebknecht-Str. 78 (1980). 1989 drehte Karl Heinz Lotz den Film Rückwärtslaufen kann ich auch, dessen von Wolter verfasstes Drehbuch auf der Geschichte der eigenen Tochter basierte.
Nach der Wende verfasste Wolter Drehbücher für Dokumentarfilme und führte teilweise dort auch Regie (etwa 1994 zur „Aktion Ungeziefer“, hier verfasste er auch ein gleichnamiges Sachbuch) oder Von der Normandie in den Bundestag (1995, Dokumentation über Stefan Heym). 1995 war er für ein halbes Jahr Stadtschreiber von Beeskow, 1996 Stipendiat auf Schloss Wiepersdorf. Im Herbst 1997 wurde er zum Leiter des Gerhart-Hauptmann-Hauses in Erkner.

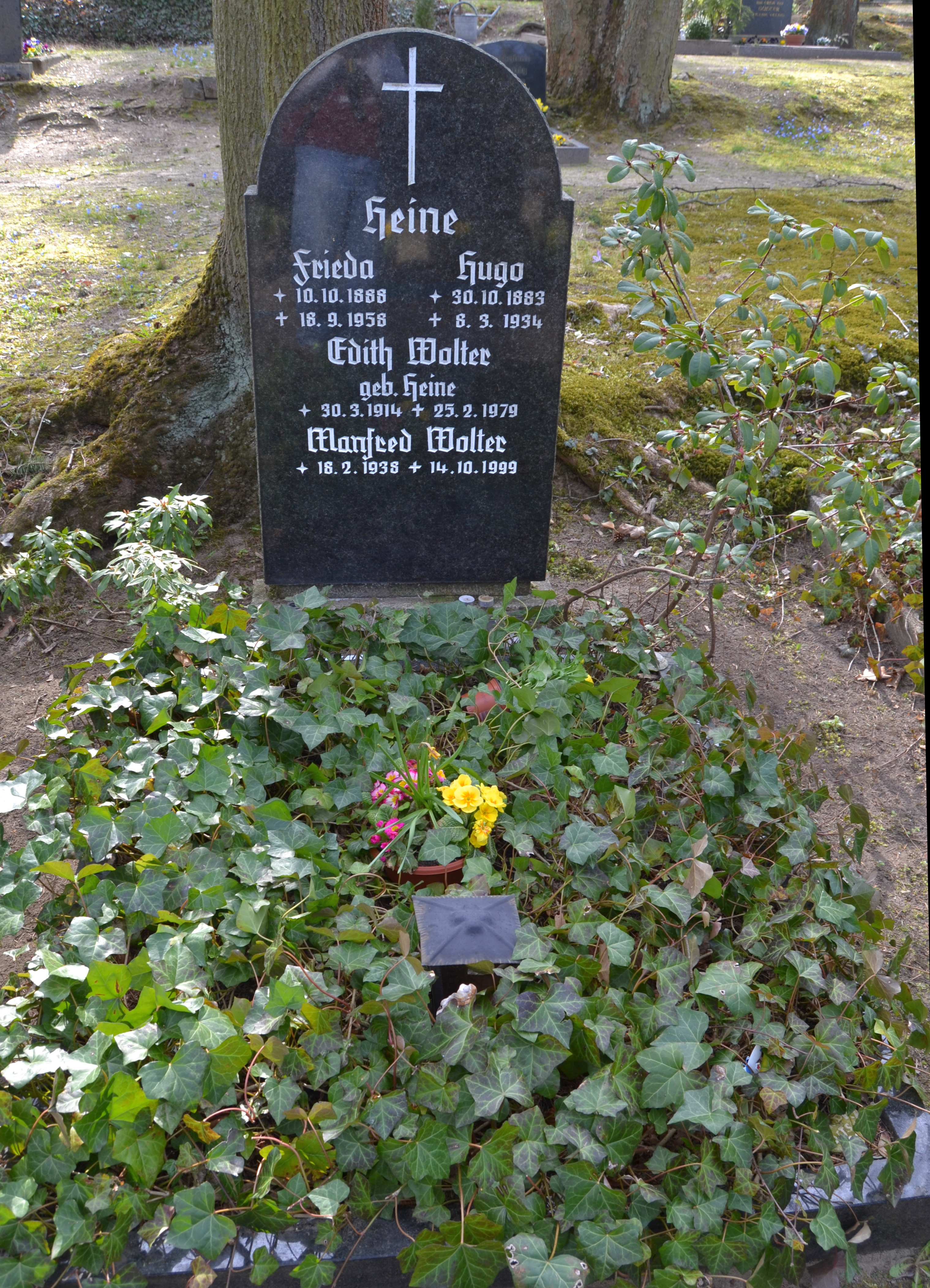
Grabstätte auf dem Woltersdorfer Friedhof

Für sein Buch Frank wurde Wolter 1988 vom Albert-Schweitzer-Komitee der DDR ausgezeichnet. Sein Drehbuch zu Rückwärtslaufen kann ich auch gewann 1988 den dritten Preis eines internationalen Drehbuchwettbewerbs des ORF und 1991 den ersten Preis beim Kinderfilmfestival „Goldener Spatz“. Seit 1993 war Wolter PEN-Mitglied. Sein Nachlass (Drehbücher, Szenarien, Ideenskizzen, Treatments, Arbeitsmanuskripte, Auszeichnungen) wird vom Filmmuseum in Potsdam verwaltet.

## Filmografie
- 1975: Bankett für Achilles
- 1975: Eine Pyramide für mich
- 1975: Till Eulenspiegel
- 1976: Die Leiden des jungen Werthers
- 1978: Zünd an, es kommt die Feuerwehr
- 1979: Feuer unter Deck
- 1980: Don Juan – Karl-Liebknecht-Str. 78
- 1980: Und nächstes Jahr am Balaton
- 1981: Asta, mein Engelchen
- 1985: Junge Leute in der Stadt
- 1990: Rückwärtslaufen kann ich auch
- 1991: Schulstunde mit Ton
- 1994: Aktion Ungeziefer
- 1995: Von der Normandie in den Bundestag

## Schriften
- Die Rettung des Saragossameeres. (Hgg. mit Joachim Walther). Der Morgen, Berlin 1976, DNB 770012280.
- Der vierzigfädige Tod. Satiren, Humoresken und Grotesken. Eulenspiegel-Verlag, Berlin 1978, DNB 790091828.
- Polterabend in Kuhfelde. Derb-drollige bis larmoyante Geschichten und Meditationen. Eulenspiegel-Verlag, Berlin 1980, DNB 810281945.
- Frank. Umweg ins Leben. Protokolle. Der Morgen, Berlin 1987, ISBN 3-371-00082-6.
- Notwehr. Kein Genre. Union-Verlag, Berlin 1989, ISBN 3-372-00276-8.
- Begebenheiten des Enkolp. Aus dem „Satyricon“ des Petron. (Hg.). Eulenspiegel-Verlag, Berlin 1989, ISBN 3-359-00352-7.
- Aktion Ungeziefer. Die Zwangsaussiedlung an der Elbe. Erlebnisberichte und Dokumente. Altstadt-Verlag, Rostock 1997, ISBN 3-930845-13-X.